# Torridon
Torridon (skotsk gaeliska: Toirbheartan) är en kustby i Wester Ross i kommunen Highland i nordvästra Skottland. Byn ligger vid viken Upper Loch Torridon, som är en vik till havsviken Loch Torridon. Orten hade 179 invånare 2011.
Torridon är bas för det årliga extremtriathlonloppet Celtman Xtreme Triathlon, som arrangerades första gången 2012. Simetappen går av stapeln i Loch Shieldaig med målgång i Shieldaig.